# نظرية الشريط

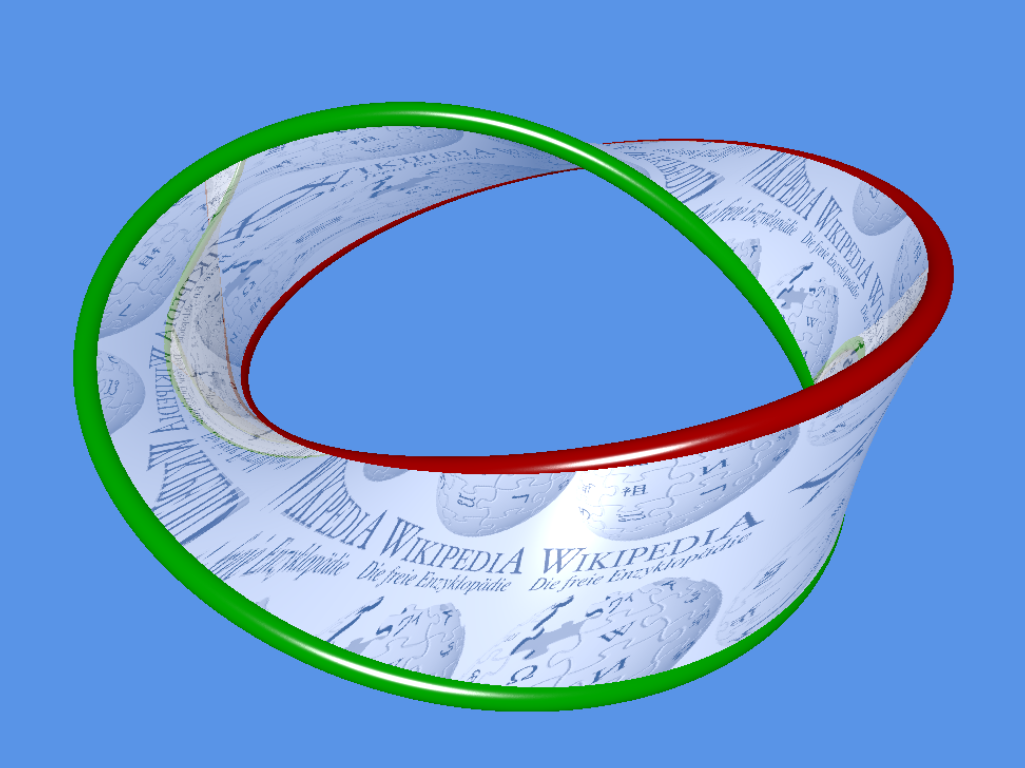

نظرية الشريط هي إحدى نظريات الرياضيات في فرع الطوبولوجيا التي يتم تطبيقها بشكل خاص في حمض الدنا.

## مفاهيم
- الرابط هو العدد الصحيح من لفائف الشريط حول محوره
- الالتفاف (Twist) هو معدل دوران الشريط حول محوره
- الانبعاج (Writhe) مقياس غير مسطح لمنحنى محور الشريط

لقد أدى عمل كالوجاريانو، ووايت، وبروك فولر إلى نظرية كالوجاريانو-وايت-بروك التي تقول أن الرابط = الانبعاج + الالتفاف.